# Buck (inslagkrater)
Buck is een inslagkrater op Venus. Buck werd in 1991 genoemd naar de Amerikaanse schrijfster en Nobelprijswinnaar Pearl S. Buck (1892-1973).
De krater heeft een diameter van 21,8 kilometer en bevindt zich in het zuiden van het quadrangle Carson (V-43).
Deze complexe krater werd op 26-27 september 1990 door de ruimtesonde Magellan in kaart gebracht. De krater heeft terrasvormige muren, de vlakke radardonkere vloer en de centrale piek die kenmerkend zijn voor kraters die als 'complex' zijn geclassificeerd. De centrale piek op de vloer is ongewoon groot. Stroomachtige afzettingen strekken zich in het westen en zuidwesten uit tot buiten de grenzen van de grovere randafzettingen.